# Американский центр закона и правосудия
«Американский центр закона и правосудия» (англ. American Center for Law & Justice) — американская некоммерческая организация, ставящая своей целью юридическую защиту прав христиан. Основана американским телепроповедником Пэтом Робертсоном в 1990 году. Главным юрисконсультом центра является Джей Секулоу, известный подачей множества судебных исков, которые рассматривались в Верховном суде.

## Деятельность
В 2004 году Верховный суд рассматривал иск атеиста, требовавшего убрать из «клятвы верности», которую ежедневно произносят американские школьники, упоминание о Боге. В написанном в 1892 году тексте «клятвы верности» позднее, во время холодной войны в 1954 году было введено выражение «под Богом». Это должно было подчеркнуть разницу между уважительным отношением к религии в США и «безбожным коммунизмом». Истец посчитал, что упоминание Бога нарушает положение конституции о разделении церкви и государства. Джей Секулоу выступил против этого предложения, заявив: «Ссылка на Бога в клятве верности отражает тот исторический факт, что отцы-основатели нации были убеждены, что права и свободы дарованы человеку Богом, а не правительством. Так верили основатели Америки, и именно это убеждение отражено в клятве верности. По всей видимости, к такому же выводу склонятся члены Верховного суда». В июне 2004 года Верховный суд отклонил иск.
В декабре 2004 года власти штата Флорида распорядились убрать из общественных мест рождественские ёлки, мотивируя решение тем, что они являются религиозными символами. Американский центр закона и правосудия потребовал пересмотреть решение.
В 2006 году Американский центр закона и правосудия подал судебный иск в защиту отстранённых от должности фармацевтов в Иллинойсе, которые отказались продать покупателям противозачаточные таблетки. По мнению центра, фармацевты действовали согласно закону «О праве выбора» (Health Care Right of Conscience Act), который разрешает им отказаться выполнять правила, противоречащие их убеждениям.